# 헬레니즘 시대의 그리스

기원전 200년경의 그리스.

고대 그리스의 예술, 건축, 문화면에서 헬레니즘 시대는 알렉산드로스 대왕이 사망한 기원전 323년에서 고전기 그리스의 심장부가 로마에 병합된 기원전 146년까지의 기간을 이른다. 이후 로마 제국의 지배는 헬레니즘 사회와 문화를 단절한 것은 아니며 기독교가 로마 전역으로 확산되기 전까지 그 본질을 유지해왔으나, 그리스의 정치적 독립은 이때 종식된다.
헬레니즘 시대에 그리스어권 세계에서 그리스 본토(대체로 현대 그리스의 영토)의 중요성은 급격히 떨어지게 된다. 헬레니즘 문화의 중심도시는 알렉산드리아와 안티오케이아로, 각각 프톨레마이오스 왕조의 이집트와 셀레우코스 왕조의 시리아의 도읍이었다. 페르가몬, 에페소스, 로도스, 셀레우키아 같은 도시들도 중요했으며, 이 시기에 동부 지중해에서 도시화가 진전되었다.

## 마케도니아

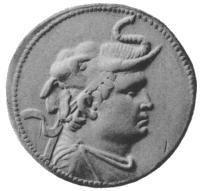
인도-그리스 왕국의 창건자 박트리아의 데메트리오스 1세의 모습이 새겨진 은화.

알렉산드로스가 아시아를 정복하면서 수많은 그리스 도시국가들도 많은 변화를 겪었다. 정복을 통해 그리스인들의 시야는 크게 넓어졌으며, 기원전 5세기와 4세기에 심했던 도시간의 끝없는 갈등은 이제 사소하고 하찮은 일처럼 보이게 된 것이다. 그리스인들, 특히 젊고 야심이 있던 자들은 동방의 새로운 그리스 제국으로 계속 이주하게 되었다. 많은 그리스인들이 알렉산드리아, 안티오케이아나 알렉산드로스 정복으로 생겨난 여타 새로운 헬레니즘 도시로 옮겨갔는데, 그 범위는 지금의 아프가니스탄과 파키스탄까지 이르렀으며 이 곳에서는 그리스와 박트리아, 인도와 그리스 왕국이 기원전 1세기 말까지 존속했다.
필리포스와 알렉산드로스가 그리스 폴리스들을 격파하면서, 그리스인들은 자신들 도시국가는 다시는 절대 패권을 되찾을 수 없음을 깨달았으며, 폴리스들이 통합하든가 혹은 마케도니아와 그 후계 국가들과 연합하지 않는 한 이들의 패권에 대적할 수 없음을 알게 되었다. 그리스인들은 각자 지역의 독립을 너무 중시한 나머지, 현실적인 통합을 생각하지 못했지만, 이들은 자신들의 독립을 되찾고자 수차례 연합을 결성한 바 있다.
알렉산드로스가 죽고 장군들 사이에서 권력 다툼이 일어나 알렉산드로스 제국은 붕괴되고 여러 새 왕국들이 들어섰다. 마케도니아는 알렉산드로스 휘하의 명장이었던 안티파트로스의 아들 카산드로스가 장악했다. 그는 테살로니키를 마케도니아의 도읍으로 삼고, 새 왕국을 건설했다.
아나톨리아의 지배자 안티고노스가 카산드로스의 권력에 도전했는데, 그는 그리스 도시들에 자신을 도와주는 대가로 자유를 돌려주겠다고 약속했다. 그리하여 반란이 일어나 성공하게 된다. 기원전 307년 안티고노스의 아들 데메트리오스는 아테나이를 장악하고 알렉산드로스가 억압했던 이 곳의 민주정을 복원했다. 그러나 기원전 301년 카산드로스와 다른 헬레니즘 왕들이 〈이프소스 전투〉에서 안티고노스를 물리쳤다.
기원전 298년 카산드로스가 죽자 데메트리오스는 마케도니아 왕위에 올라 그리스 지역 대부분을 장악했다. 그는 기원전 285년 그리스 지배자들의 두 번째 연합에 패하여, 그리스의 지배권은 트라키아의 뤼시마코스에게로 넘어간다. 뤼시마코스는 기원전 280년에 전사했다. 그리하여 마케도니아의 왕위는 데메트리오스의 아들 안티고노스 2세에게 돌아갔으나, 당시 발칸 지역에 살던 갈리아인들이 그리스를 침략하여 이에 패했다. 갈리아에 대항한 전쟁으로 마케도니아의 안티고노스 왕조와 안티오케이아의 셀레우코스 왕조가 동맹을 맺게 되었는데, 이들은 가장 부유했던 헬레니즘 국가인 프톨레마이오스 왕조의 이집트에도 대항했다.
안티고노스 2세는 기원전 239년에 죽을 때까지 통치했으며, 그의 가문은 기원전 146년 로마 제국이 왕조를 폐하기 전까지 계속 왕위를 지켰다. 그러나 그리스 폴리스들에 대한 지배권은 때때로 바뀌기도 했는데, 프톨레마이오스 왕조같은 다른 지배자들이 그리스의 反 마케도니아 파벌을 밀어주어 안티고노스 왕조의 지배권을 잠식했기 때문이다. 안티고노스는 그리스의 전략적 요충지인 코린토스에 주둔군을 배치했으나 아테나이, 로도스, 페르가몬 등 다른 도시국가들은 실질적인 독립을 누렸다. 이들은 독립 수호를 위해 아이톨리아 동맹을 결성했다. 스파르타도 독립을 유지했으나, 대개 다른 연합에 끼지 못했다.
기원전 267년 프톨레마이오스 2세는 그리스 도시들을 꾀어 안티고노스에 대한 반란을 선동했다. 그리하여 아테나이 지도자 크레모니데스의 이름을 딴 크레모니데스 전쟁이 일어난다. 그리스 도시들은 패배했고, 아테나이는 독립과 민주 정치를 상실했다. 아이톨리아 연맹은 펠로폰네소스반도로 제한되었으나 기원전 245년 테바이의 지배를 허락받고 마케도니아의 동맹이 되었다. 이로써 아테나이는 정치적 역할을 잃었으며, 다만 그리스에서 가장 크고 부유하며 진보한 도시로 남았다. 기원전 255년 안티고노스는 코스섬에서 이집트 함대를 격파하여 로도스를 제외한 에게해 섬들을 지배하게 되었다.

## 필리포스 5세

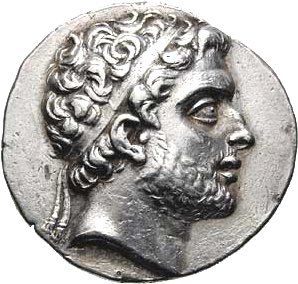
마케도니아의 필리포스 5세. 왕관을 쓰고 있는 "헬라스의 총아".

기원전 239년 안티고노스 2세가 죽었다. 그가 죽자 시키온의 아라토스가 이끄는 아카이아 동맹의 그리스 도시들은 또 반란을 일으킨다. 안티고노스의 아들 데메트리오스 2세가 기원전 229년에 어린 필리포스 5세만 남기고 죽자 안티고노스 도손이 섭정이 되었다. 명목상 프톨레마이오스에 지배를 받은 아카이아인들은 사실상 독립 상태였으며, 그리스 남부의 대부분을 장악하고 있었다. 아테나이는 이에 적당히 동의를 표시하며 이 전쟁에 거리를 두었다.
스파르타는 아카이아인들과 적대 관계를 지속하여, 기원전 227년 스파르타 왕 클레오메네스 3세는 아카이아를 침공하여 연맹의 주도권을 잡았다. 아라토스는 가까운 스파르타보다 멀리 떨어진 마케도니아를 선호하여, 도손과 동맹을 맺었는데, 기원전 222년 도손은 스파르타를 물리치고 그들의 도시를 병합했다. 이것은 스파르타가 처음으로 외국에 점령당한 일이었다.
기원전 221년 도손이 죽자 필리포스 5세는 왕위에 올랐는데, 그는 그리스를 통일하고 "서쪽에서 몰려오는 구름"인 로마의 발흥에 대항해 독립을 지킬 기회와 재능을 가진 마지막 마케도니아 지배자였다. 그는 "헬라스의 총아(寵兒)"라는 별명이 있었다. 그의 보호하에 나우팍토스 화의(기원전 217년)을 맺어 마케도니아와 그리스 연맹들간의 갈등을 종식했으며, 이 시기에 그는 아테나이, 로도스, 페르가몬을 제외한 그리스 전역을 장악하고 있었다.
그러나 기원전 215년, 필리포스는 로마의 적 카르타고와 동맹을 맺었다. 이 때문에 로마는 처음으로 그리스 문제에 직접적으로 연관을 맺게 된다. 로마는 즉시 아카이아 도시들을 꾀어 필리포스에 대한 명목상의 충성을 버리도록 했으며, 로도스와 페르가몬과 동맹을 맺어 소아시아의 맹주로 떠올랐다. 기원전 212년 제1차 마케도니아 전쟁이 일어나 기원전 205년에 애매하게 끝났다. 그라나 이때부터 마케도니아는 로마의 적이 된다. 로마의 동맹 로도스는 에게해 섬들에 지배권을 행사했다.
기원전 202년 로마는 카르타고를 무찔렀고, 이제 동족에 관심을 돌릴 여력이 생겼다. 로마는 그리스 동맹국인 로도스와 페르가몬을 이용했다. 기원전 198년 제2차 마케도니아 전쟁이 일어났다. 전쟁의 이유는 분명치 않으나 기본적으로 로마는 마케도니아를 동방의 강대국 셀레우코스 왕국의 잠재적인 동맹국으로 보았기 때문이다. 필리포스의 그리스 동맹국들은 그를 배신하고 기원전 197년 그는 키노스케팔라이에서 로마의 전임 집정관 티투스 퀸크티우스 플라미니누스에 결정적인 패배를 당한다.
그리스에는 다행스럽게도 플라미니누스는 온건한 인물로, 그리스 문화의 옹호자였다. 필리포스는 자신의 함대를 넘겨주고 로마의 동맹국으로 전락했다. 기원전 196년 이스트모스 경기에서 플라미니누스는 코린토스와 칼키스에 로마군을 주둔하되 모든 그리스 폴리스에 독립을 선언했다. 그러나 로마가 약속한 자유는 환상일 뿐이었다. 로도스를 제외한 모든 도시는 사실상 로마가 움직이는 새 연맹에 가입되었으며, 민주 정치 대신 로마와 연합한 귀족 정권들이 들어섰다.

## 로마의 발흥
기원전 192년 안티오코스 3세가 10,000 병력을 이끌고 그리스를 침략했다. 그는 아이톨리아인의 총사령관으로 선출되었다. 그러나 기원전 191년 마니우스 아킬리우스 글라브리오가 이끄는 로마군이 테르모퓔라이에서 그를 막아 소아시아로 물러나게 했다. 이제 몇몇 그리스 도시들은 안티오코스를 해방자로 여기게 되었다. 안티오코스는 로마에 도전장을 던졌지만 기원전 191년 테르모퓔라이 전투에서 패했다. 이 전쟁 당시 로마군은 처음으로 소아시아에 발을 디뎠다. 이곳에서 그들은 마그네시아 전투(기원전 190년)를 통해 안티오코스를 다시 격파했다. 그리스는 이제 동쪽에서도 로마를 만나게 되었으며, 로마군은 영구적으로 주둔하게 된다. 아파마이아 화의(기원전 188년)로 로마는 그리스 전역에 대한 우위를 가지게 된다.
이후 몇 년간 로마는 그리스 정계에 깊이 관여했는데, 정쟁에서 패한 파벌들이 로마에 도움을 청했기 때문이었다. 마케도니아는 명목상 로마의 동맹이나 아직 독립 상태였다. 기원전 179년 필리포스 5세가 죽고, 마케도니아가 지배하는 그리스의 통일을 꿈꾼 아들 페르세우스가 뒤를 이었다. 이제 마케도니아는 부흥의 과업을 이루기엔 너무 약한 상태였으나, 로마의 동맹 페르가몬의 왕 에우메네스 2세는 페르세우스가 로마의 잠재적인 위협이 되리라 로마를 충동질했다.

## 그리스 독립의 종식
에우메네스의 음모로 로마는 기원전 171년 마케도니아에 전쟁을 선포하여 100,000 병력을 그리스에 보냈다. 마케도니아는 로마군의 적수가 못되었고, 페르세우스는 다른 그리스 도시들의 지원을 끌어내지도 못했다. 로마군의 지휘가 무능한 덕분에 그는 3년을 버텼지만 기원전 168년 로마는 루키우스 아이밀리우스 파울루스를 그리스에 보내어 피드나에서 마케도니아군을 분쇄한다. 페르세우스는 사로잡혀 로마로 압송되었고, 마케도니아 왕국은 네 개의 소국으로 분할되었으며 마케도니아를 지원한 그리스 도시들은 징벌되었다. 로마의 동맹국이던 로도스와 페르가몬도 사실상 독립을 잃었다.
안드리스코스라는 한 모험가의 지도로 기원전 149년 마케도니아는 로마에 반기를 들었다. 그 결과 다음 해 마케도니아 지역은 그리스 지역 최초로 로마 속주에 편입되고 말았다. 로마는 그리스 독립의 마지막 보루였던 아카이아 연맹에 이제 해산을 요구하게 된다. 아카이아인들은 이에 거부하고 사생결단의 심정으로 로마에 전쟁을 선포한다. 그리스 도시 대부분이 아카이아의 편에 섰으며, 노예들도 그리스 독립에 싸우기 위해 해방되었다. 로마 집정관 루키우스 뭄미우스는 마케도니아에서 진격하여 코린토스에서 그리스인들을 제압하고 도시를 완전히 파괴했다.
기원전 146년, 도서 지역을 제외한 그리스 반도는 로마의 보호령이 되었다. 아테나이와 스파르타 이외의 지역에는 로마의 세금이 부과되었으며, 모든 도시들은 로마의 지역 동맹의 지배를 받아들여야 했다. 기원전 133년 페르가몬의 마지막 왕이 죽으면서 왕국을 로마에 유증했다. 그리하여 에게해 반도가 로마령 아시아 속주의 일부로 편입되었다.

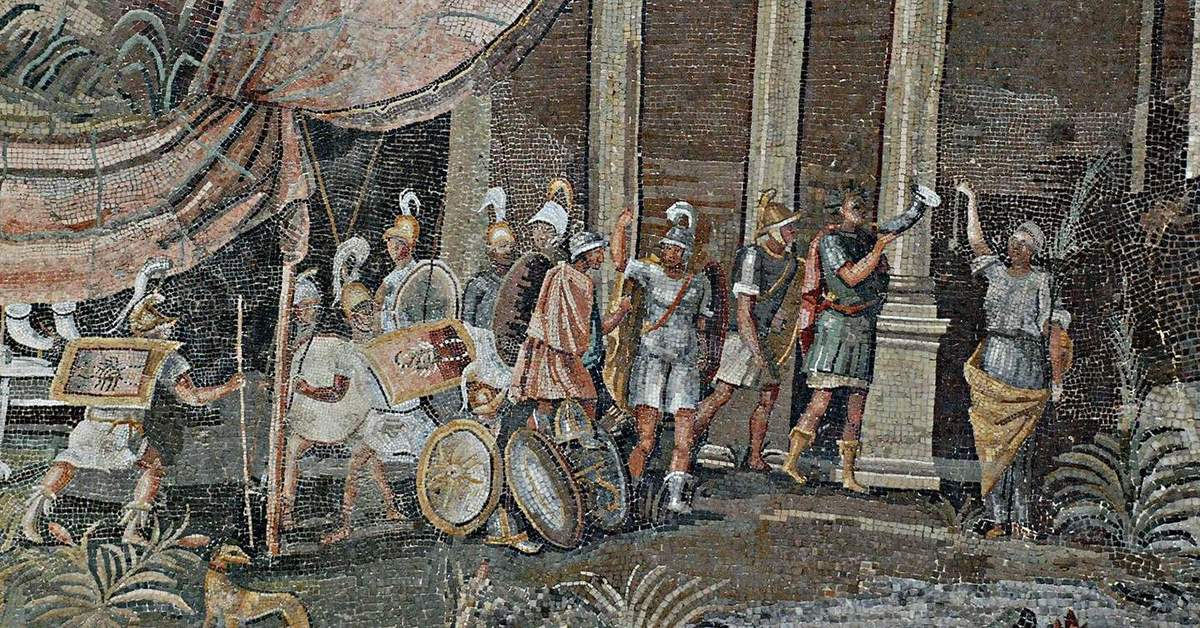
프톨레마이오스의 마케도니아 병사. 팔레스트리나의 나일 모자이크.

기원전 88년 폰투스의 미트리다테스가 로마에 반란을 일으켜 100,000 명이 넘는 로마인들과 로마의 소아시아 동맹국 사람들을 학살하면서 그리스는 완전히 몰락한다. 미트리다테스는 그리스인이 아니었으나, 아테나이를 포함한 여러 그리스 도시들은 자신들의 괴뢰 지도자들을 몰아내고 미트리다테스에 합류했다. 로마 장군 루키우스 코르넬리우스 술라가 미트리다테스를 쳐부수자 로마는 그리스에 다시 앙갚음을 하여 그리스 도시들은 다시는 독립하지 못하게 되었다. 미트리다테스는 기원전 65년 그나이우스 폼페이우스 마그누스(대 폼페이우스)에 마침내 패퇴한다.
로마의 내전으로 그리스는 다시 전쟁터가 되었다. 결국 기원전 27년에 아우구스투스가 그리스를 로마 제국의 아카이아 속주에 직접 편입되었다. 로마와 투쟁하면서 그리스는 인구 감소와 혼란을 겪었다. 그럼에도 로마의 지배로 최소한 전쟁은 끝났고, 아테나이, 코린토스, 테살로니카, 페트라스 같은 도시들은 곧 재건되어 번영을 누리게 된다.

## 참조
- Austin, Michel M., The Hellenistic world from Alexander to the Roman conquest: a selection of ancient sources in translation, Cambridge University Press, 1981. ISBN 0-521-22829-8

## 같이 보기
- 헬레니즘